# 加氏蝴蝶魚
加氏蝴蝶魚，為輻鰭魚綱鱸形目蝴蝶魚科的一種。

## 分布
本魚分布於西印度洋區，包括亞丁灣、葉門、阿曼、斯里蘭卡、印尼西部等海域。

## 深度
水深15至91公尺。

## 特徵
本魚呈圓形，吻短，體白色，體側佈滿斜向排列的淡黃色斑點，身體後側靠近尾鰭的地方有一黑色區塊，延伸至背鰭。頭部有一黑色帶黃邊的的條紋穿過眼睛。鰓蓋邊緣為黃色。背鰭具黃色邊，臀鰭、尾鰭黃色。背鰭硬棘12枚、背鰭軟條20-22枚、臀鰭硬棘3枚、臀鰭軟條18-19枚。體長可達17公分。

## 生態
本魚棲息在較深的礁石區，以成對或成群活動，屬肉食性。

## 經濟利用
為觀賞性魚類，不供食用。